# Route nationale 19bis
Die N19bis war eine französische Nationalstraße, die 1930 als Zweig der N19 zwischen Belfort und der Schweizer Grenze bei Delle festgelegt wurde. Ab 1933 taucht auch die Bezeichnung N19B für diese Straße als Alternativbezeichnung auf. 1978 wurde sie von der N19 übernommen und ist seit 2006 abgestuft, da parallel die N1019 entsteht, die später Teil der N19 werden wird. In der Schweiz schließt seit 1937 die Hauptstraße 6 nach Gletsch an. Von Belfort bis Joncherey war die Straße zuvor der Chemins de Grande Communication 4 (Gc4) und von dort bis zur Grenze Teil des Gc3 (Dieser kam von der Departementgrenze bei Chavannes-les-Grands).